# لا غودينيا
بلدية لا غودينيا (بالإسبانية: La Gudiña) هي بلدية تقع في مقاطعة أورينسي التابعة لمنطقة غاليسيا شمال غرب إسبانيا.

## الديموغرافيا
بلغ عدد سكان بلدية لا غودينيا 1.554 نسمة عام 2011 (وفقاً للمعهد الوطني للإحصاء الإسباني).
| 1.866 | 1.778 | 1.657 | 1.623 | 1.583 | 1.584 | 1.554 |